# Typegeslacht

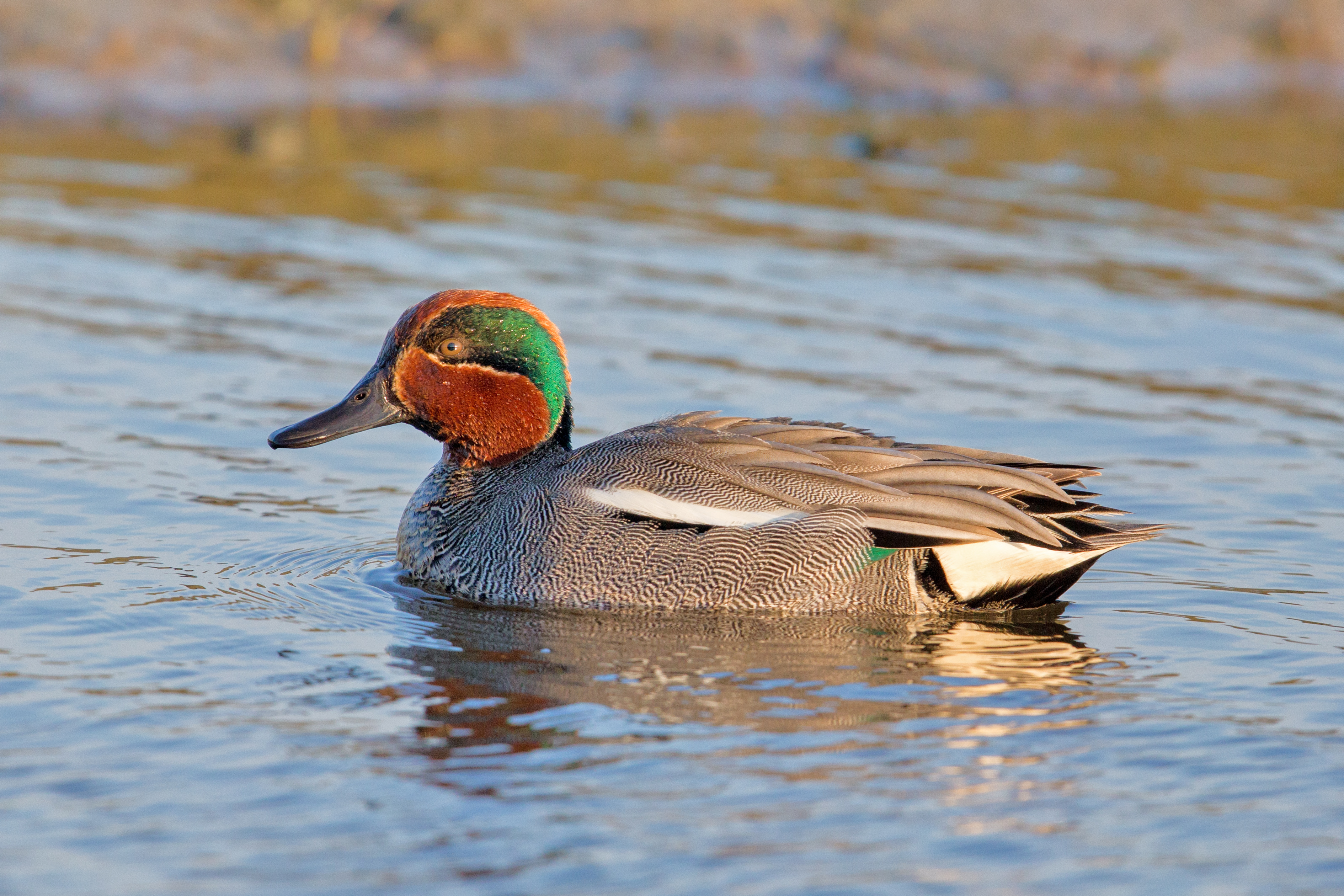
Een wintertaling (Anas crecca). Anas is het typegeslacht van de familie Anatidae.

Een typegeslacht is in de biologische taxonomie het geslacht dat gekoppeld is aan de wetenschappelijke naam van een taxon boven de rang van het geslacht.

## Zoölogische nomenclatuur
Binnen de zoölogische nomenclatuur kent het gebruik van het typegeslacht een formele status volgens de nomenclatuurregels van de International Commission on Zoological Nomenclature.
Voorbeeld

Het geslacht Lacerta (halsbandhagedissen) vormt het typegeslacht van de familie Lacertidae (echte hagedissen).

## Botanische nomenclatuur
In de botanische nomenclatuur wordt de term typegeslacht ook wel gebruikt, alhoewel het volgens de ICNafp geen formele status kent.
Voorbeeld

Het geslacht Lamium (dovenetel) wordt het typegeslacht van de familie Lamiaceae (lipbloemenfamilie) genoemd.